# Jette Beckmann
Jette Beckmann (kendt som Trafik-Jette) er en dansk journalist, der er uddannet fra Danmarks Journalisthøjskole. Hun har været ansat hos Lolland-Falsters Folketidende, for derefter at komme til DR's regionalradio i Næstved, som hun var med til at starte op. Efterfølgende var hun udenrigskorrespondent for Dagbladet Børsen, hvor hun var udsendt til det østlige Asien. Derefter vendte hun tilbage til DR, hvor hun efter nogle år kom til trafikradioen, hvor hun mellem 2000 og 2014 orienterede billisterne om trafiksituationen i hovedstadsområdet.
I 2010 modtog hun DR's Sprogpris for sit arbejde på trafikradioen, hvor hun fandt på flere ord, der siden er gledet ind i sproget. Blandt disse ord er morgenkys, en genert lyskurv, burkabil og kiggekø. Sidstnævnte har efterfølgende fundet vej til Den Danske Ordbog. Hun forlod den københavnske trafikradio i efteråret 2014.